# Fontenelle (Territoire de Belfort)
Fontenelle is een gemeente in het Franse departement Territoire de Belfort (regio Bourgogne-Franche-Comté) en telt 111 inwoners (1999). De gemeente maakt deel uit van het arrondissement Belfort.

## Geschiedenis
In 1973 fuseerde Fontenelle met Chèvremont tot de gemeente Chèvremont-Fontenelle. Deze fusie werd in 1978 weer ongedaan gemaakt.
De gemeente maakt sinds 22 maart 2015 deel uit van het kanton Grandvillars. Voor die dag viel de gemeente onder het op diezelfde dag opgeheven kanton Danjoutin.

## Geografie
De oppervlakte van Fontenelle bedraagt 1,8 km², de bevolkingsdichtheid is 61,7 inwoners per km².
De onderstaande kaart toont de ligging van Fontenelle (Territoire de Belfort) met de belangrijkste infrastructuur en aangrenzende gemeenten.

## Demografie
Onderstaande figuur toont het verloop van het inwonertal (bron: INSEE-tellingen).